# Camper Van Beethoven
Camper Van Beethoven — американская рок-группа.
Их дебютным синглом был «Take the Skinheads Bowling», который и поныне является самой известной песней группы и её визитной карточкой.
Как пишет музыкальный сайт AllMusic, «раскатистый звук и изобретательное песенное творчество сделали группу ранним воплощением альтернативного рока. В то далёкое время, ещё до того, как был изобретён альтернативный рок, и когда в инди-роке было ещё мало народной музыки и других элементов фолка, Camper Van Beethoven’ское смешение панка, фолка, ска и других элементов этнической музыки было по-настоящему откровением. Остроумные тексты певца и автора песен Дэвида Лоуэри, поданные в калифорнийском расслабленном стиле, в сочетании со скрипкой Джонатана Сигела в качестве ведущего инструмента сразу стали товарными знаками группы. Спустя годы после основания звук CVB всё ещё удивительно свеж, и их влияние на альтернативную музыку неоспоримо и огромно».
Сама группа характеризовала свой стиль как «сюрреалистический абсурдистский фолк». Начало группе было положено летом 1983 года, когда певец и сочинитель песен Дэвид Лоуэри и его друг детства бас-гитарист Виктор Крумменахер стали играть музыку вместе. Потом они приняли в состав группы ещё друзей и в 1985 году ещё нескольких музыкантов. Первый альбом — Telephone Free Landslide Vicrory — группа издала в 1985 году на своём собственном лейбле Pitch-A-Tent, а вскоре он был переиздан на независимом лейбле Independent Project Records. Песня «Take the Skinheads Bowling» была популярна на университетских радиостанциях, благодаря чему альбом вошёл в десятку в ежегодном опросе «Pazz and Jop» еженедельника Village Voice.

## Состав
- См. статью «Camper Van Beethoven § Band members» в английском разделе.

## Дискография
- См. статью «Camper Van Beethoven § Discography» в английском разделе.